# فيليب ن. كارني
فيليب ن. كارني هو سياسي أمريكي، ولد في 6 يونيو 1919 في لين في الولايات المتحدة، وتوفي في 27 ديسمبر 2005. نشط حزبياً في الحزب الديمقراطي. وقد انتخب عضو مجلس نواب ماساتشوستس ‏.